# محوطه خارابالیق
محوطه خارابالیق مربوط به سده‌های اولیه و میانه دوران‌های تاریخی پس از اسلام است و در شهرستان گرمی، بخش انگوت، دهستان پائین برزند، روستای درگاهلی برزند واقع شده و این اثر در تاریخ ۳۰ بهمن ۱۳۸۶ با شمارهٔ ثبت ۲۱۰۵۴ به‌عنوان یکی از آثار ملی ایران به ثبت رسیده است.